# それいけ!アンパンマン チャポンのヒーロー!
『それいけ!アンパンマン チャポンのヒーロー!』は、2025年6月27日公開の日本のアニメ映画。『それいけ!アンパンマン』映画シリーズ通算第36作。

## 概要
主題歌『アンパンマンのマーチ』でも歌われている、『アンパンマン』が描いてきた「愛と勇気」や生まれてきた意味を問う物語となる。
原作者・やなせたかしの誕生日にあたる2月6日に公開が発表され、やなせスタジオが描き下ろした特別ビジュアルも同日公開された。
株式会社トゥーンアディショナルピクチャーズが、2025年4月1日付で株式会社トゥーン ハーバー ワークスに社名を変更したため、本作は劇場版シリーズでトゥーン ハーバー ワークスのスタッフと関わる最初の作品であり、シグナル・エムディが、同年6月1日付でProduction I.Gに吸収合併され解散したため、劇場版シリーズでタツノコプロとProduction I.Gが共同提供を担当する最初の作品でもある。
またゲスト声優として蒼井優がチャポン役、パンサーの3人はロボ2号・ニンジンさんの役をそれぞれ担当する。また友情出演として南海キャンディーズの山崎静代がモオさん役を担当する。

## あらすじ
アンパンマンはパトロール中、空から落ちて来たチャポンと出会う。
自分の出自に関する記憶がないチャポンは、アンパンマン達と過ごすうちに誰かを助け笑顔にする喜びを知る。やがて彼はヒーローになることを願い、アンパンマンを兄として慕うようになる。
そんな中、チャポンはばいきんまんから自身の出生に関わる衝撃の真実を知らされる。

## 登場キャラクター（キャスト）
詳細はアンパンマンの登場人物一覧を参照。

### レギュラーキャラクター
アンパンマン
声 - 戸田恵子
ばいきんまん
声 - 中尾隆聖
ジャムおじさん
声 - 山寺宏一
バタコさん
声 - 佐久間レイ
めいけんチーズ
声 - 山寺宏一
ドキンちゃん
声 - 冨永みーな
コキンちゃん
声 - 平野綾
ホラーマン
声 - 岡本幸輔
前作まで声を担当した矢尾一樹が降板したことにより本作から岡本に変更。
カレーパンマン
声 - 柳沢三千代
しょくぱんまん
声 - 島本須美
メロンパンナ
声 - かないみか
ロールパンナ
声 - 冨永みーな
第30作『かがやけ!クルンといのちの星』以来の登場。
クリームパンダ
声 - 長沢美樹
みみせんせい
声 - 滝沢ロコ
ちびぞうくん
声 - 坂本千夏
カバオくん
声 - 山寺宏一
ピョン吉
声 - 原えりこ
ネコ美
声 - 山口茜
SLマン
声 - 西村朋紘
第29作『ブルブルの宝探し大冒険!』以来8年ぶりの台詞付きの登場となる。
ポッポちゃん
声 - 工藤晴香
劇場版の登場は本作が初となる。
くらやみまん
声 - 玄田哲章
劇場版の登場は本作が初となる。
ニンジンさん
声 - 菅良太郎（パンサー）
モン吉
かびるんるん

### ゲストキャラクター
チャポン
声 - 蒼井優
空から地上へ落ちて来た男の子。アンパンマン達と過ごすうちにヒーローを志すようになる。

### その他の登場キャラクター
モオさん
声 - 山崎静代（友情出演）
シドロ&モドロ
声 - ドリーミング
ノリノリのりへい
ニガウリマン
ネギーおじさん
ザーマス・ボンド
以上、オープニングに登場。
ヤギおじさん
セロリくん
はくさいくん
たまねぎくん
トマトちゃん
かぼちゃのかぼちゃん
やなせうさぎ

## 用語

### 乗り物と道具
アンパンマン号
ドキンUFO

### バイキンメカ
バイキンUFO
ロボ2号
声 - 向井慧、尾形貴弘（パンサー）
どろだんだん
声 -  山寺宏一
ロボ2号が茶色いだだんだんに変形した姿で、口から泥を吐き、相手を泥人形に変化させる。今作のボス枠。

## スタッフ
- 原作 - やなせたかし（フレーベル館刊）
- キャラクターデザイン・作画監督 - 前田実
- 制作 - アンパンマン制作委員会2025

## 楽曲
オープニング『アンパンマンのマーチ』
エンディング『勇気りんりん』
作詞：やなせたかし、作曲：三木たかし、編曲：大谷和夫、歌：ドリーミング
挿入歌
『虹色の歌2025』
『虹色の歌（シンフォニック・バラード）』
作詞：やなせたかし、作曲：ミッシェル・カマ、青野ゆかり、編曲：佐藤由理、歌：ドリーミング
『生きてるパンをつくろう2025』
作詞：やなせたかし、作曲：いずみたく、編曲：近藤浩章、佐藤由理、歌：ドリーミング